# مقام عجم

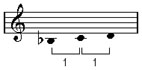

مقام عجم من المقامات الشرقية الرئيسية ويعادل سلم دو الكبير في الموسيقى الغربية ،المقام هو عبارة عن تتالي لعلامات موسيقية وفق أبعاد معينة وقواعد موضوعة لتصنيف اللحن الموسيقي، يبدأ مقام عجم من علامة دو وينتهي عليها. مقام العجم مقام أساسي يرتكز على درجه العجم (دو)، وعند الشرقيين يسمى بالعجم عشيران لأنه يرتكز على درجة العجم عشيران وهي درجة (سي بيمول القرار).

## الانطباع الأولى عند السماع
عندما تسمع الالات وهي تعزف هذا المقام يوحي بأنك تسمع نغمات غربية بحته ولذلك سمي بمقام العجم والعجم معناه هو الشخص الذي لايعرف العربية لذلك سمي بهذا الاسم لانه لا يشبه المقامات الشرقية الأخرى.

## علامات المقام وأبعاده
لايوجد أي علامة تحويل في سلم مقام العجم حيث أن كل علاماته طبيعية، فلا يوجد بين نوتاته درجات بيمول أو دييز. وله أبعاد طبيعية والابعاد الطبيعية هي بعدين ونصف وثلاثة أبعاد ونصف.

## درجات المقام
لمقام عجم ذات درجات سلم دو الكبير وهي:
1. دو
2. ري
3. مي
4. فا
5. صول
6. لا
7. سي
8. دو

وكل علاماته طبيعية.

## امثلة على مقام العجم
- اغداً القاك - أم كلثوم.
- ايامكم سعيدة - باسم الكربلائي
- سلامُ عليك على رافديك - كاظم الساهر
- جفنه علم الغزل - محمد عبد الوهاب.
- شايف البحر - فيروز
- طالعة من بيت ابوها - ناظم الغزالي
- في يوم وليلة - وردة الجزائرية
- يامسافر للجفا - محمد عبده.
- زوروني كل سنة - سيد درويش
- أنا غلطان ومتأسف - طلال مداح.
- إلا أنا - طلال مداح.
- يا أخضر يا سكر  - طلال مداح.
- يا بلادي يا أغلى ثرى - طلال مداح.
- يا حلوة شيلي اللثام - طلال مداح.
- اخر العنقود - محمد عبده.
- البارحه كانو كثير - محمد عبده.

## استمع
- مقام عجم (لتنزيل أي ملف، اضغط رابط الملف بالزر الأيمن، ثم اختر).[1]

## اقرأ أيضا
- مقام نهاوند.
- مقام الرست.
- موسيقى عربية.
- حجاز كار.
- تاريخ الموسيقى.
- مقام اللامي.